# Idaea consanguinata
Idaea consanguinata là một loài bướm đêm trong họ Geometridae.